# Mikuláš Karlík
Mikuláš Karlík (* 17. května 1999 Ústí nad Orlicí) je český reprezentant v biatlonu. Do roku 2020 závodil v nižší světové soutěži – IBU Cup; od sezóny 2020/2021 nastupuje v hlavní soutěži – Světovém poháru. Jeho partnerkou je biatlonistka Tereza Voborníková.
Biatlonu se věnuje od roku 2010. Ve světovém poháru debutoval v lednu 2021 v německém Oberhofu.
Na mistrovství světa juniorů získal v rakouském Obertilliachu v roce 2021 stříbrnou medaili ve sprintu a bronzovou ve štafetě.

## Výsledky

### Olympijské hry a mistrovství světa
| Sezóna  | Akce | Místo    | SP  | SZ  | HZ | IZ  | ŠT  | SŠT | SZD | Věk    |
| ------- | ---- | -------- | --- | --- | -- | --- | --- | --- | --- | ------ |
| 2020/21 | MS   | Pokljuka | 84. | –   | –  | –   | 13. | –   | 16. | 21 let |
| 2021/22 | ZOH  | Peking   | 28. | 42. | –  | 31. | 19. | 12. | ×   | 22 let |

### Světový pohár

#### Sezóna 2020/2021
| ČSP              | Místo                    | SP             | SZ             | HZ             | IZ             | ŠT             | SŠT            | SZD            | STŘ            |
| ---------------- | ------------------------ | -------------- | -------------- | -------------- | -------------- | -------------- | -------------- | -------------- | -------------- |
| 1.               | Kontiolahti              | nezúčastnil se | nezúčastnil se | nezúčastnil se | nezúčastnil se | nezúčastnil se | nezúčastnil se | nezúčastnil se | nezúčastnil se |
| 2.               | Kontiolahti (2)          | nezúčastnil se | nezúčastnil se | nezúčastnil se | nezúčastnil se | nezúčastnil se | nezúčastnil se | nezúčastnil se | nezúčastnil se |
| 3.               | Hochfilzen               | nezúčastnil se | nezúčastnil se | nezúčastnil se | nezúčastnil se | nezúčastnil se | nezúčastnil se | nezúčastnil se | nezúčastnil se |
| 4.               | Hochfilzen (2)           | nezúčastnil se | nezúčastnil se | nezúčastnil se | nezúčastnil se | nezúčastnil se | nezúčastnil se | nezúčastnil se | nezúčastnil se |
| 5.               | Oberhof                  | nezúčastnil se | nezúčastnil se | nezúčastnil se | nezúčastnil se | nezúčastnil se | nezúčastnil se | nezúčastnil se | nezúčastnil se |
| 6.               | Oberhof (2)              | 99.            | –              | –              | –              | 18.            | –              | –              | 50 %           |
| 7.               | Anterselva               | nezúčastnil se | nezúčastnil se | nezúčastnil se | nezúčastnil se | nezúčastnil se | nezúčastnil se | nezúčastnil se | nezúčastnil se |
| 8.               | Nové Město na Moravě     | nezúčastnil se | nezúčastnil se | nezúčastnil se | nezúčastnil se | nezúčastnil se | nezúčastnil se | nezúčastnil se | nezúčastnil se |
| 9.               | Nové Město na Moravě (2) | 34.            | 26.            | –              | –              | –              | 11.            | –              | 75,5 %         |
| 10.              | Östersund                | 51.            | 42.            | –              | –              | –              | –              | –              | 77 %           |
| Celkové umístění | Celkové umístění         | 72.            | 60.            | –              | –              | 10.            | 14.            | 14.            | 72,5 %         |
| Celkové umístění | Celkové umístění         | 22 bodů (74.)  |                |                |                | 10.            | 14.            | 14.            | 72,5 %         |

#### Sezóna 2021/2022
| ČSP              | Místo             | SP             | SZ             | HZ             | IZ             | ŠT             | SŠT            | SZD            | STŘ            |
| ---------------- | ----------------- | -------------- | -------------- | -------------- | -------------- | -------------- | -------------- | -------------- | -------------- |
| 1.               | Östersund         | 95.            | –              | –              | 100.           | –              | –              | –              | 53 %           |
| 2.               | Östersund (2)     | 75.            | –              | –              | –              | 11.            | –              | –              | 70 %           |
| 3.               | Hochfilzen        | 76.            | –              | –              | –              | 9.             | –              | –              | 64 %           |
| 4.               | Annecy            | 64.            | –              | –              | –              | –              | –              | –              | 70 %           |
| 5.               | Oberhof           | nezúčastnil se | nezúčastnil se | nezúčastnil se | nezúčastnil se | nezúčastnil se | nezúčastnil se | nezúčastnil se | nezúčastnil se |
| 6.               | Ruhpolding        | 70.            | –              | –              | –              | 18.            | –              | –              | 78 %           |
| 7.               | Anterselva        | –              | –              | –              | 84.            | 15.            | –              | –              | 65 %           |
| 8.               | Kontiolahti       | 55.            | 52.            | –              | –              | 14.            | –              | –              | 61 %           |
| 9.               | Otepää            | 72.            | –              | –              | –              | –              | –              | –              | 50 %           |
| 10.              | Holmenkollen-Oslo | 39.            | 42             | –              | –              | –              | –              | –              | 67 %           |
| Celkové umístění | Celkové umístění  | 93.            | –              | –              | nkl.           | 14.            | –              | –              | 64 %           |
| Celkové umístění | Celkové umístění  | 2 body (100.)  |                |                |                | 14.            | –              | –              | 64 %           |

#### Sezóna 2022/2023
| ČSP              | Místo                | SP             | SZ             | HZ             | IZ             | ŠT             | SŠT            | SZD            | STŘ            |
| ---------------- | -------------------- | -------------- | -------------- | -------------- | -------------- | -------------- | -------------- | -------------- | -------------- |
| 1.               | Kontiolahti          | 51.            | 44.            | –              | 68.            | –              | –              | –              | 76 %           |
| 2.               | Hochfilzen           | 57.            | 57.            | –              | –              | –              | –              | –              | 67 %           |
| 3.               | Annecy               | nezúčastnil se | nezúčastnil se | nezúčastnil se | nezúčastnil se | nezúčastnil se | nezúčastnil se | nezúčastnil se | nezúčastnil se |
| 4.               | Pokljuka             | nezúčastnil se | nezúčastnil se | nezúčastnil se | nezúčastnil se | nezúčastnil se | nezúčastnil se | nezúčastnil se | nezúčastnil se |
| 5.               | Ruhpolding           | nezúčastnil se | nezúčastnil se | nezúčastnil se | nezúčastnil se | nezúčastnil se | nezúčastnil se | nezúčastnil se | nezúčastnil se |
| 6.               | Anterselva           | nezúčastnil se | nezúčastnil se | nezúčastnil se | nezúčastnil se | nezúčastnil se | nezúčastnil se | nezúčastnil se | nezúčastnil se |
| 7.               | Nové Město na Moravě | nezúčastnil se | nezúčastnil se | nezúčastnil se | nezúčastnil se | nezúčastnil se | nezúčastnil se | nezúčastnil se | nezúčastnil se |
| 8.               | Östersund            | nezúčastnil se | nezúčastnil se | nezúčastnil se | nezúčastnil se | nezúčastnil se | nezúčastnil se | nezúčastnil se | nezúčastnil se |
| 9.               | Holmenkollen         | nezúčastnil se | nezúčastnil se | nezúčastnil se | nezúčastnil se | nezúčastnil se | nezúčastnil se | nezúčastnil se | nezúčastnil se |
| Celkové umístění | Celkové umístění     | nkl.           | nkl.           | –              | nkl.           | –              | –              | –              | 72 %           |
| Celkové umístění | Celkové umístění     | –              |                |                |                | –              | –              | –              | 72 %           |

#### Sezóna 2023/2024
| ČSP              | Místo             | SP           | SZ          | HZ          | IZ          | ŠT          | SŠT         | SZD         |
| ---------------- | ----------------- | ------------ | ----------- | ----------- | ----------- | ----------- | ----------- | ----------- |
| 1.               | Östersund         | 78.          | 36.         | ×           | 88.         | –           | 5.          | –           |
| 2.               | Hochfilzen        | 78.          | –           | ×           | ×           | 12.         | ×           | ×           |
| 3.               | Lenzerheide       | 75.          | –           | –           | ×           | ×           | ×           | ×           |
| 4.               | Oberhof           | nestartoval  | nestartoval | nestartoval | nestartoval | nestartoval | nestartoval | nestartoval |
| 5.               | Ruhpolding        | nestartoval  | nestartoval | nestartoval | nestartoval | nestartoval | nestartoval | nestartoval |
| 6.               | Anterselva        | ×            | ×           | –           | 82.         | ×           | –           | –           |
| 8.               | Oslo-Holmenkollen | ×            | ×           | –           | 78.         | ×           |             |             |
| 9.               | Soldier Hollow    | 82.          | –           | ×           | ×           | –           | ×           | ×           |
| 10.              | Canmore           | 61.          | –           | –           | ×           | ×           | ×           | ×           |
| Celkové umístění | Celkové umístění  | nkl.         | 71.         | nkl.        | nkl.        | 9.          | 9.          | 9.          |
| Celkové umístění | Celkové umístění  | 5 bodů (85.) |             |             |             | 9.          | 9.          | 9.          |

#### Sezóna 2024/2025
| ČSP              | Místo                | SP          | SZ          | HZ          | IZ          | ŠT          | SŠT         | SZD         |
| ---------------- | -------------------- | ----------- | ----------- | ----------- | ----------- | ----------- | ----------- | ----------- |
| 1.               | Kontiolahti          | nestartoval | nestartoval | nestartoval | nestartoval | nestartoval | nestartoval | nestartoval |
| 2.               | Hochfilzen           | nestartoval | nestartoval | nestartoval | nestartoval | nestartoval | nestartoval | nestartoval |
| 3.               | Annecy               | 50.         | 58          | –           | ×           | ×           | ×           | ×           |
| 4.               | Oberhof              | nestartoval | nestartoval | nestartoval | nestartoval | nestartoval | nestartoval | nestartoval |
| 5.               | Ruhpolding           | ×           | ×           | –           | 63.         | –           | ×           | ×           |
| 6.               | Anterselva           | nestartoval | nestartoval | nestartoval | nestartoval | nestartoval | nestartoval | nestartoval |
| 7.               | Nové Město na Moravě | nestartoval | nestartoval | nestartoval | nestartoval | nestartoval | nestartoval | nestartoval |
| 8.               | Pokljuka             | nestartoval | nestartoval | nestartoval | nestartoval | nestartoval | nestartoval | nestartoval |
| 9.               | Oslo-Holmenkollen    | nestartoval | nestartoval | nestartoval | nestartoval | nestartoval | nestartoval | nestartoval |
| Celkové umístění | Celkové umístění     | nkl.        | nkl.        | –           | nkl.        | –           | –           | –           |
| Celkové umístění | Celkové umístění     | nkl.        |             |             |             | –           | –           | –           |

### Juniorská mistrovství
| Sezóna  | D   | Místo        | SP  | SZ  | IZ  | ŠT | Věk    |
| ------- | --- | ------------ | --- | --- | --- | -- | ------ |
| 2018/19 | MSJ | Osrblie      | 14. | 21. | 46. | 6. | 19 let |
| 2019/20 | MSJ | Lenzerheide  | 10. | 9.  | 10. | 6. | 20 let |
| 2020/21 | MSJ | Obertilliach | 2.  | 8.  | 6.  | 3. | 21 let |